# Henry William Hoffman
Henry William Hoffman (* 10. November 1825 in Cumberland, Maryland; † 28. Juli 1895 ebenda) war ein US-amerikanischer Politiker. Zwischen 1855 und 1857 vertrat er den Bundesstaat Maryland im US-Repräsentantenhaus.

## Werdegang
Henry Hoffman besuchte die öffentlichen Schulen seiner Heimat sowie die Allegany County Academy. Danach studierte er bis 1846 am Jefferson College in Pennsylvania. Nach einem anschließenden Jurastudium und seiner 1848 erfolgten Zulassung als Rechtsanwalt begann er in diesem Beruf zu arbeiten. Politisch schloss er sich der kurzlebigen American Party an. Bei den Kongresswahlen des Jahres 1854 wurde er im fünften Wahlbezirk von Maryland in das US-Repräsentantenhaus in Washington, D.C. gewählt, wo er am 4. März 1855 die Nachfolge von Henry May antrat. Da er im Jahr 1856 nicht bestätigt wurde, konnte er bis zum 3. März 1857 nur eine Legislaturperiode im Kongress absolvieren. Diese war von den Ereignissen im Vorfeld des Bürgerkrieges geprägt.
Im Jahr 1858 bewarb sich Hoffman erfolglos um seine Rückkehr in den Kongress. Zwischen 1858 und 1868 war er Schatzmeister der Chesapeake & Ohio Canal Company. Von Februar 1860 bis Juli 1861 bekleidete er im US-Repräsentantenhaus das zeremonielle Amt des Sergeant at Arms. Danach war er von 1861 bis 1866 Leiter der Zollbehörde in Baltimore. Anschließend praktizierte Hoffman wieder als Anwalt. Ab 1883 war er in Maryland als Richter tätig. Dieses Amt übte er bis zu seinem Tod am 28. Juli 1895 aus.